# Primera Iglesia Bautista de Glenarden Internacional
La Primera Iglesia Bautista de Glenarden Internacional (en inglés: First Baptist Church of Glenarden International o FBCG) es una megaiglesia bautista evangélica que tiene su sede en Glenarden, Estados Unidos. Ella está afiliada a Converge. Su líder es el pastor John K. Jenkins Sr.. En 2024, tendría una audiencia de 12,000 personas. 

## Historia

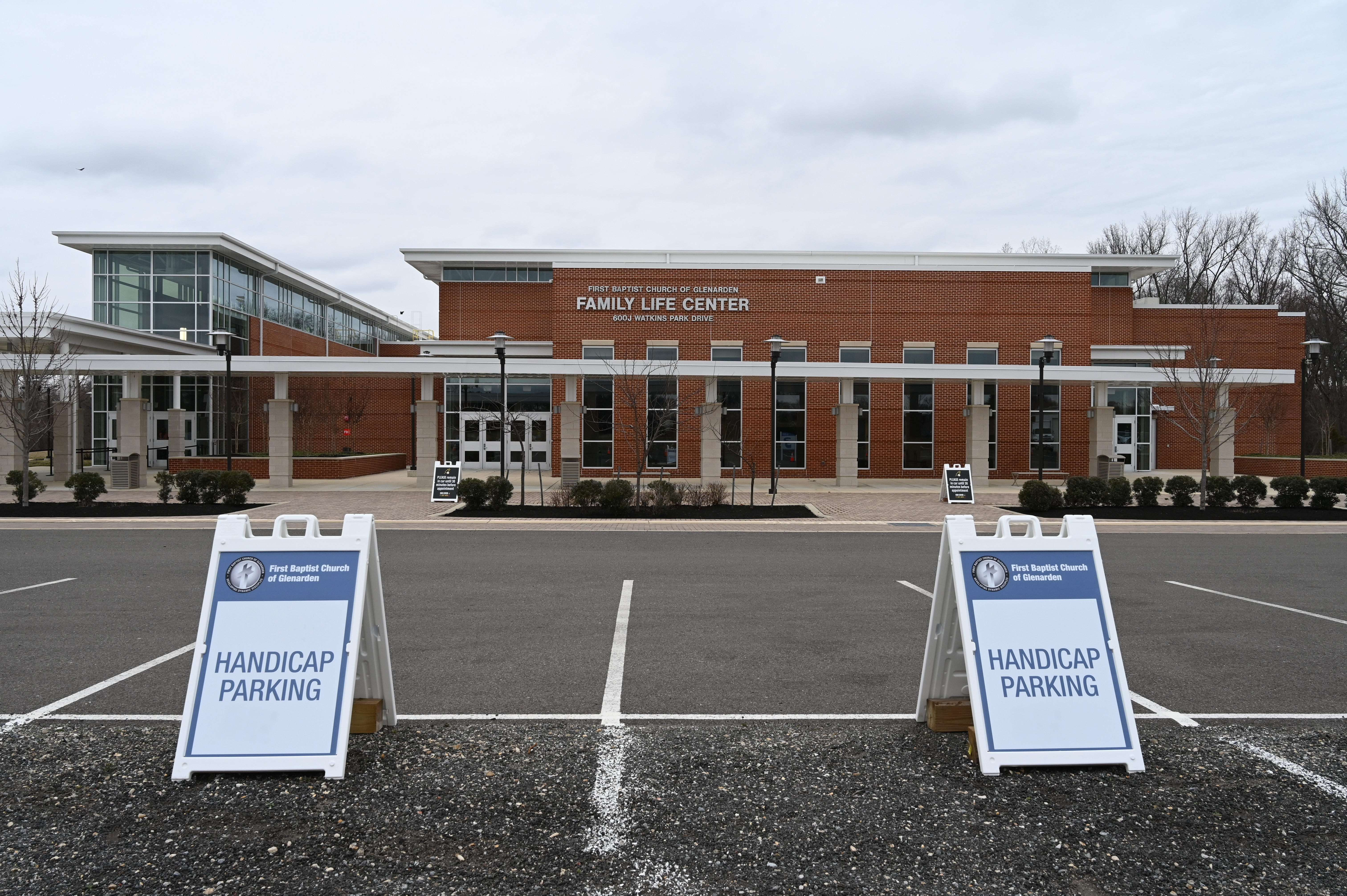
Centro de vida familiar, un centro comunitario, al lado de la iglesia.

La iglesia tiene sus orígenes en un grupo de estudio bíblico domiciliario de 1917 dirigido por Robert Warren y su esposa. En 1920, abrió su primer edificio en  Glenarden. En 1989, John K. Jenkins Sr. se convirtió en el pastor principal de la iglesia de 500 miembros. En 2007, hizo la dedicación de un nuevo edificio en Upper Marlboro que incluía un auditorio de 4.000 asientos. En 2012, ganó su tercer premio Hoodie a la Mejor Iglesia Afroamericana por su influencia positiva en su comunidad. En 2018 inauguró un centro comunitario con gimnasio y polideportivo. En 2021, abrió sus puertas a una clínica de vacunación contra el covid-19 en su centro comunitario.
Según un censo de la iglesia de 2024, dijo que tenía una asistencia semanal de 12,000 personas.

## Creencias
La Iglesia tiene una confesión de fe bautista y es miembra de Converge.